# Chrinephrium insulare
Chrinephrium insulare är en kärrbräkenväxtart som först beskrevs av Kunio Iwatsuki, och fick sitt nu gällande namn av Nakaike. Chrinephrium insulare ingår i släktet Chrinephrium och familjen Thelypteridaceae. Inga underarter finns listade.